# Dominik Bochenek
Dominik Bochenek (né le 14 mai 1987 à Jasło) est un athlète polonais, spécialiste du 110 mètres haies.

## Biographie
Son record est de 13 s 44, obtenu sans vent à Bydgoszcz en août 2011. Il a été demi-finaliste sur 60 m haies lors des Championnats du monde en salle à Doha (2010) et à Valence (2008). Il a été finaliste en Coupe d'Europe en salle à Moscou en 2008 et a été demi-finaliste lors des Championnats d'Europe à Barcelone.

## Palmarès
| Date | Compétition              | Lieu           | Résultat | Temps   |
| ---- | ------------------------ | -------------- | -------- | ------- |
| 2011 | Jeux mondiaux militaires | Rio de Janeiro | 1er      | 13 s 74 |
| 2015 | Jeux mondiaux militaires | Mungyeong      | 3e       | 13 s 84 |

## Records
| Épreuve     | Épreuve   | Temps   | Lieu      | Date           |
| ----------- | --------- | ------- | --------- | -------------- |
| 60 m haies  | En salle  | 7 s 63  | Spala     | 8 février 2014 |
| 100 m haies | Plein air | 13 s 44 | Bydgoszcz | 13 août 2011   |